# ناو کلاس سندای
کروزر کلاس سندی (به انگلیسی: Sendai-class cruiser) یک کلاس از کشتی است که طول آن ۱۵۸٫۵۳ متر (۵۲۰ فوت ۱ اینچ) می‌باشد.